# Magsaysay (Occidental Mindoro)
Magsaysay is een gemeente in de Filipijnse provincie Occidental Mindoro op het eiland Mindoro. De kleine eilanden voor de kust genaamd Ilin en Ambulong behoren tevens tot deze gemeente. Bij de laatste census in 2007 had de gemeente ruim 30 duizend inwoners.

## Geografie

### Bestuurlijke indeling
Magsaysay is onderverdeeld in de volgende 12 barangays:
| - Alibog - Caguray - Calawag - Gapasan - Laste - Lourdes | - Nicolas - Paclolo - Poblacion - Purnaga - Santa Teresa - Sibalat |

## Demografie
Magsaysay had bij de census van 2007 een inwoneraantal van 30.459 mensen. Dit zijn 1.719 mensen (6,0%) meer dan bij de vorige census van 2000. De gemiddelde jaarlijkse groei komt daarmee uit op 0,80%, hetgeen lager is dan het landelijk jaarlijks gemiddelde over deze periode (2,04%). Vergeleken met de census van 1995 is het aantal mensen met 3.512 (13,0%) toegenomen.

De bevolkingsdichtheid van Magsaysay was ten tijde van de laatste census, met 30.459 inwoners op 296,7 km², 102,7 mensen per km².